# Nordsehl
Nordsehl er en by og kommune i det nordvestlige Tyskland med 698 indbyggere (2018-12-31), beliggende i Samtgemeinde Niedernwöhren under Landkreis Schaumburg. Denne landkreis ligger
i den nordlige del af delstaten Niedersachsen.

## Geografi
Kommunen er beliggende i udkanten af Weserbergland omkring 30 kilometer vest for Hannover. Landkreisens administrationsby Stadthagen ligger omkring tre kilometer mod syd. I den nordligste del af kommunen krydser Mittellandkanalen området.